# Haus-Spitzmausbeutelratte
Die Haus-Spitzmausbeutelratte (Monodelphis domestica) lebt im mittleren Südamerika, südlich des Amazonasbeckens in einem breiten Streifen, der vom östlichen Brasilien bis in den Osten von Bolivien, den Norden und das Zentrum von Paraguay und die argentinische Provinz Formosa reicht.

## Beschreibung
Die Tiere erreichen eine Kopfrumpflänge von 12,3 bis 17,9 cm und haben einen 4,6 bis 9,6 cm langen Schwanz und erreichen ein Gewicht von 58 bis 110 g. In Gefangenschaft gehaltene Exemplare, Haus-Spitzmausbeutelratten werden als Versuchstiere genutzt, können mit Kopfrumpflängen von 20 cm und einem Gewicht von maximal 150 g deutlich größer werden. Männchen werden größer als Weibchen, deren Wachstum mit Erreichen der Geschlechtsreife aufhört, während die Männchen auch danach noch weiter wachsen. Auch der Schädel der Männchen ist größer. Von allen anderen Spitzmausbeutelratten mit Ausnahme der Santa-Rosa-Spitzmausbeutelratte (M. sanctaerosae) unterscheidet sich die Haus-Spitzmausbeutelratte durch ihre überwiegend graue bis graubraune Färbung. Nur der Bauch ist heller mit einer leicht gelblichen oder rötlichen Tönung. Die Pfoten sind rosa oder weißlich. Das Fell ist kurz, dicht und weich. Nur die Schwanzbasis ist behaart. Weibchen haben keinen Beutel. Die Anzahl der Zitzen liegt bei 13, je sechs rechts und links und eine mittige. 

## Karyotyp und Genom
Die Haus-Spitzmausbeutelratte hat einen Chromosomensatz von 2n = 18 Chromosomen mit einer variablen Armanzahl (fundamental number, FN) von 20, 22, 24, 28 oder 30.
Das Genom wurde 2007 sequenziert. Es hat zwischen 18,000 und 20,000 Gene. Die Sequenz ist mit dem Ensembl Genome Browser auffindbar.

## Lebensraum und Lebensweise

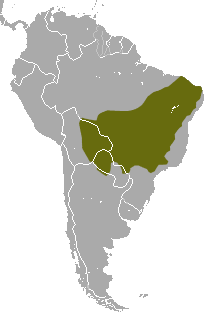
Das Verbreitungsgebiet

Die Haus-Spitzmausbeutelratte kommt in trockenen Gegenden, wie der brasilianischen Cerrado, in der semiariden Caatinga, in verschiedenen Dornstrauchsavannen, im Chaco ebenso vor wie in feuchten Habitaten, z. B. im Pantanal oder am südlichen Rand des Amazonasbeckens vor. Man findet sie vor allem in Regionen mit einer relativ offenen Vegetation, aber nicht in nur mit Gras bewachsenen Gegenden. Die Haus-Spitzmausbeutelratte lebt einzelgängerisch. Soziale Interaktionen mit Artgenossen beschränken sich auf die Paarungszeit. Sie lebt vor allem auf dem Erdboden, wurde jedoch auch beim Klettern in Sträuchern bis in Höhen von drei Metern beobachtet. Während die übrigen Spitzmausbeutelratten eher dämmerungsaktiv sind, ist die Haus-Spitzmausbeutelratte nachtaktiv. Ihre Hauptaktivitätszeit liegt ein bis drei Stunden nach dem Sonnenuntergang.

## Ernährung
Die Haus-Spitzmausbeutelratte ernährt sich vor allem von Insekten, außerdem von anderen Wirbellosen, von kleinen Wirbeltieren, Aas und Früchten. Im Kot der Tiere fand man Samen der Kakteenart Cipocereus minensis. Skorpione werden erbeutet. indem sie mit den Vorderpfoten auf den Boden gedrückt werden und ihnen anschließend mit schnellem Biss der Giftstachel am Schwanzende abgetrennt wird. In Gefangenschaft gehaltene Exemplare haben auch Echsen und Schlangen getötet und gefressen, deren Gewicht 75 % des Gewichtes der Haus-Spitzmausbeutelratte betrug, und in freier Natur wurde beobachtet, dass Vespermäuse (Calomys) mit einem Drittel des Gewichtes der Beutelratte getötet und verspeist wurden.

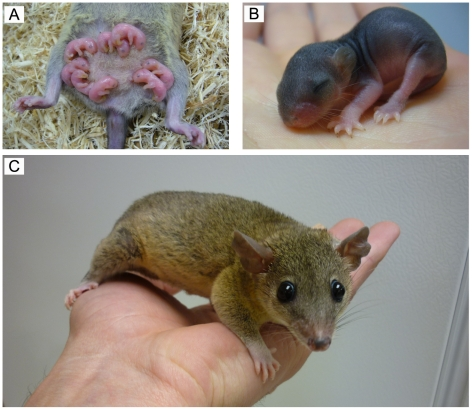
Jungtiere der Haus-Spitzmausbeutelratte:
A: 7 Tage nach der Geburt
B: 28 Tage nach der Geburt
C: bei Erreichen der Geschlechtsreife

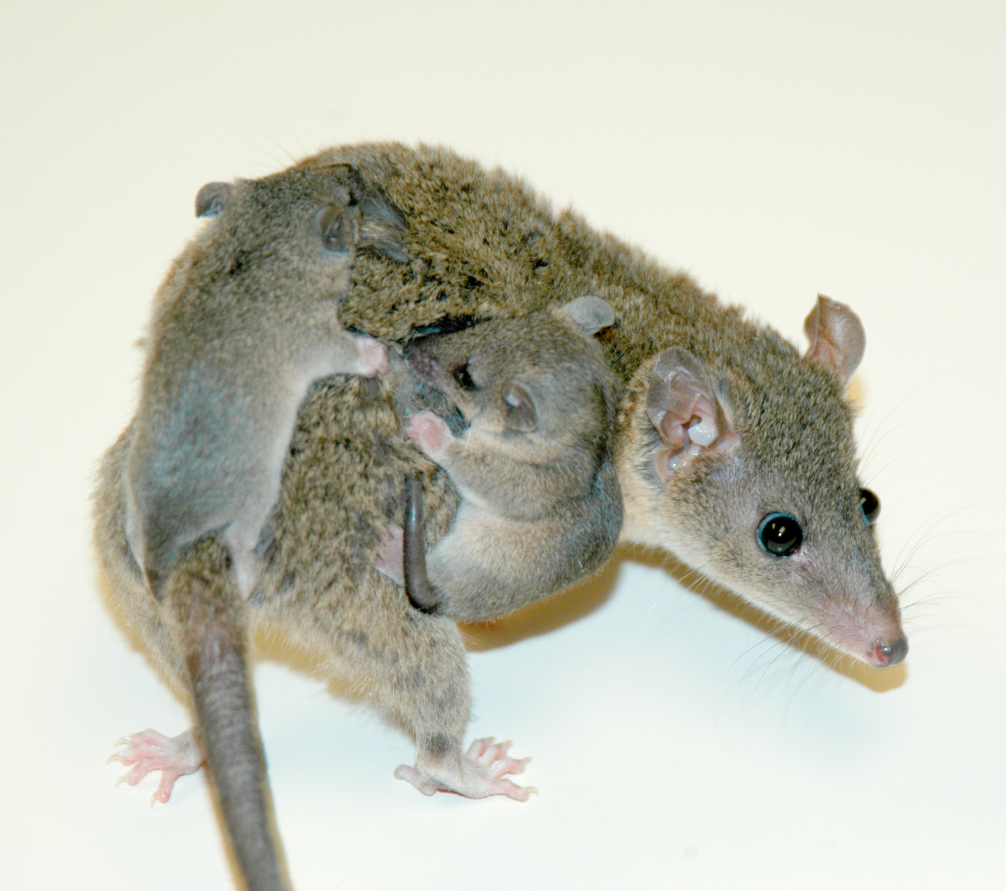
Weibchen mit zwei größeren Jungtieren

## Fortpflanzung
Zur Fortpflanzung bauen die Weibchen Nester in Felshöhlen und Felsnischen. Zum Bau werden Gräser, Blätter, Borke, Schlangenhäute, Papier, Stoff- und Plastikfetzen verwendet. Das Material zum Nestbau wird mit den Vorderpfoten gesammelt, dann unter den Bauch zum Schwanz geschoben, von diesem umschlungen und zum Nest getragen. In der Regel werden nach einer etwa zweiwöchigen Trächtigkeitsdauer 6 bis 11 Jungtiere geboren, wobei jüngere Weibchen in der Regel weniger Jungtiere gebären als ältere. In Ausnahmefällen kann ein Wurf auch bis zu 16 Jungtiere umfassen, aber nur diejenigen, die einen Platz an einer Zitze ergattern, überleben. Die Jungtiere sind bei der Geburt 10 mm lang (Kopfrumpflänge) und wiegen 0,1 g. Sie bleiben für etwa zwei Wochen an den Zitzen festgesaugt und werden mit einem Alter von acht Wochen entwöhnt. Erste Fellansätze zeigen sich nach 18 bis 21 Tagen und die Jungtiere öffnen mit einem Alter von 28 bis 35 Tagen erstmals die Augen. Die Geschlechtsreife erreichen sie mit einem Alter von fünf bis sieben Monaten. In menschlicher Obhut erreichen die Tiere ein Alter von 36 bis 49 Monaten.

## Systematik
Autor der Erstbeschreibung der Haus-Spitzmausbeutelratte ist der deutsche Zoologe Johann Andreas Wagner, der sie 1842 unter der Bezeichnung Didelphis domestica beschrieb. Heute gehört sie zur Gattung Monodelphis, mit über 20 Arten eine der artenreichsten Gattungen der Beutelratten. Unterarten werden nicht unterschieden. Jüngste phylogenetische Untersuchungen, bei denen die mitochondriale DNA verschiedener Spitzmausbeutelratten miteinander verglichen wurden, zeigen, dass die Art aus zwei Kladen besteht, eine lebt im Westen und in der Mitte des Verbreitungsgebietes im Feuchtgebiet Pantanal und in den halbtrockenen Savannen des Cerrado und die zweite im Osten im semiariden Caatinga. Da die Terra typica von Monodelphis domestica bei Cuiabá im Westen des Verbreitungsgebietes liegt, müsste bei einer Aufspaltung der Art für die Population im trockenen Nordosten ein neuer Name gefunden werden.

## Status
Die Haus-Spitzmausbeutelratte wird von der IUCN als ungefährdet angesehen. Sie hat ein großes Verbreitungsgebiet, kommt auch in einigen Schutzgebieten vor und nicht zu weit gehende Veränderungen ihres Lebensraumes durch den Menschen werden in der Regel toleriert.

## Belege
1. 1 2 3 4 5 6 7  Diego Astúa: Family Didelphidae (Opossums). in Don E. Wilson, Russell A. Mittermeier: Handbook of the Mammals of the World – Volume 5. Monotremes and Marsupials. Lynx Editions, 2015, ISBN 978-84-96553-99-6. Seite 151 u. 152.
2. ↑  Mikkelsen TS, Wakefield MJ, Aken B, Amemiya CT, Chang JL, Duke S, Garber M, Gentles AJ, Goodstadt L, Heger A, Jurka J, Kamal M, Mauceli E, Searle SM, Sharpe T, Baker ML, Batzer MA, Benos PV, Belov K, Clamp M, Cook A, Cuff J, Das R, Davidow L, Deakin JE, Fazzari MJ, Glass JL, Grabherr M, Greally JM, Gu W, Hore TA, Huttley GA, Kleber M, Jirtle RL, Koina E, Lee JT, Mahony S, Marra MA, Miller RD, Nicholls RD, Oda M, Papenfuss AT, Parra ZE, Pollock DD, Ray DA, Schein JE, Speed TP, Thompson K, VandeBerg JL, Wade CM, Walker JA, Waters PD, Webber C, Weidman JR, Xie X, Zody MC, Graves JA, Ponting CP, Breen M, Samollow PB, Lander ES, Lindblad-Toh K: Genome of the marsupial Monodelphis domestica reveals innovation in non-coding sequences. In: Nature. 447. Jahrgang, Nr. 7141, Mai 2007, S. 167–77, doi:10.1038/nature05805, PMID 17495919, bibcode:2007Natur.447..167M.
3. ↑  Monodelphis_domestica, Ensembl genome browser 104
4. ↑  Silvia Eliza Pavan, Rogerio Vieira Rossi, Horacio Schneider: Species diversity in the Monodelphis brevicaudata complex (Didelphimorphia: Didelphidae) inferred from molecular and morphological data, with the description of a new species. Zoological Journal of the Linnean Society, Volume 165, Issue 1, Mai 2012, Pages 190–223, doi: 10.1111/j.1096-3642.2011.00791.x
5. ↑  Monodelphis domestica in der Roten Liste gefährdeter Arten der IUCN 2016. Eingestellt von: Flores, D. & de la Sancha, N., 2016. Abgerufen am 21. Januar 2020.